# Hosterwitz

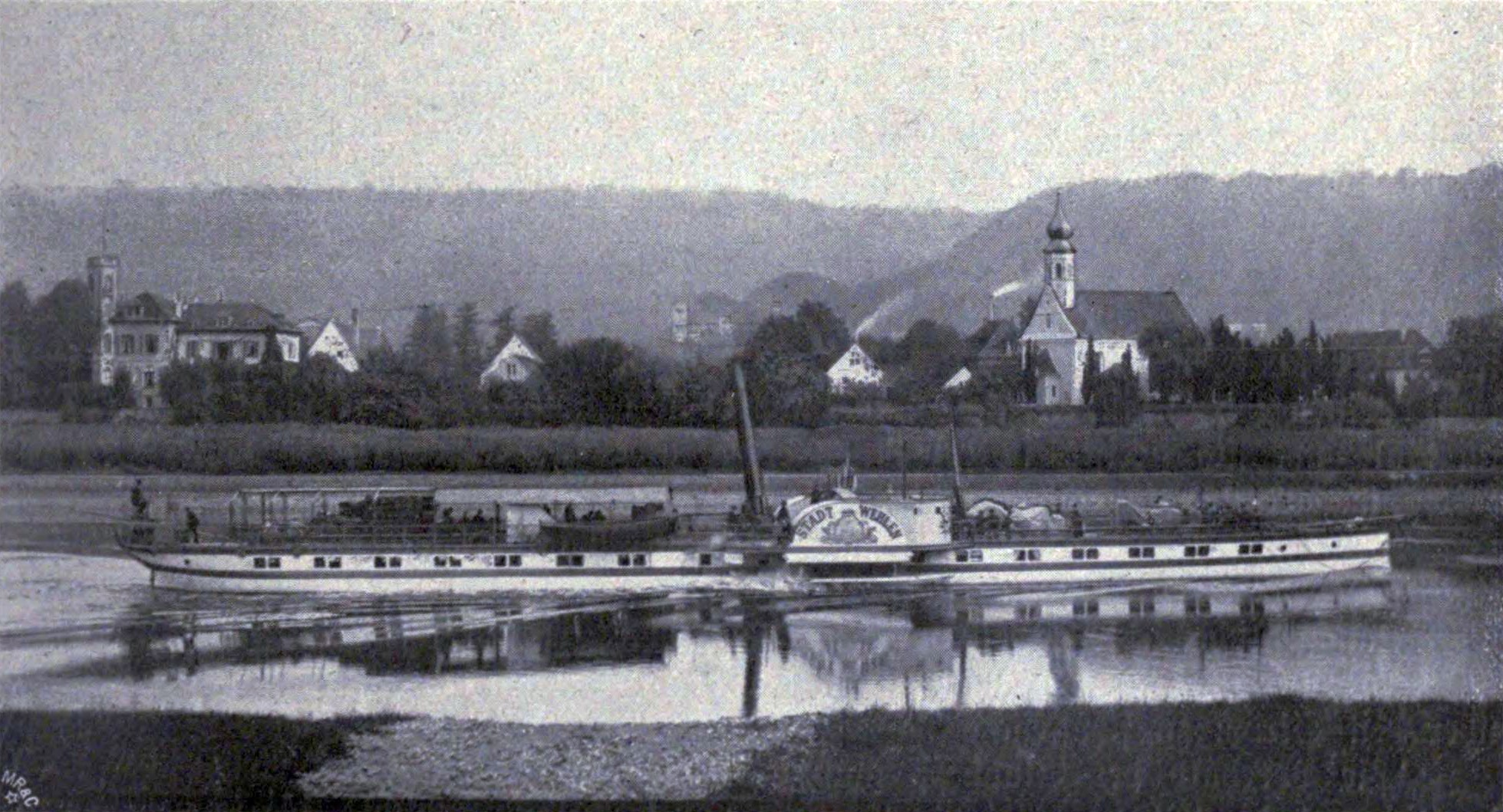
Ansicht um 1900

Hosterwitz ist ein Ortsteil von Dresden. Es liegt an der Elbe zwischen Niederpoyritz und Pillnitz, wurde am 1. Juli 1950 eingemeindet und gehört seit der Neugliederung der Verwaltungsstrukturen zum Stadtbezirk Loschwitz. Zusammen mit Pillnitz bildet er darin den statistischen Stadtteil Hosterwitz/Pillnitz.

## Geschichte

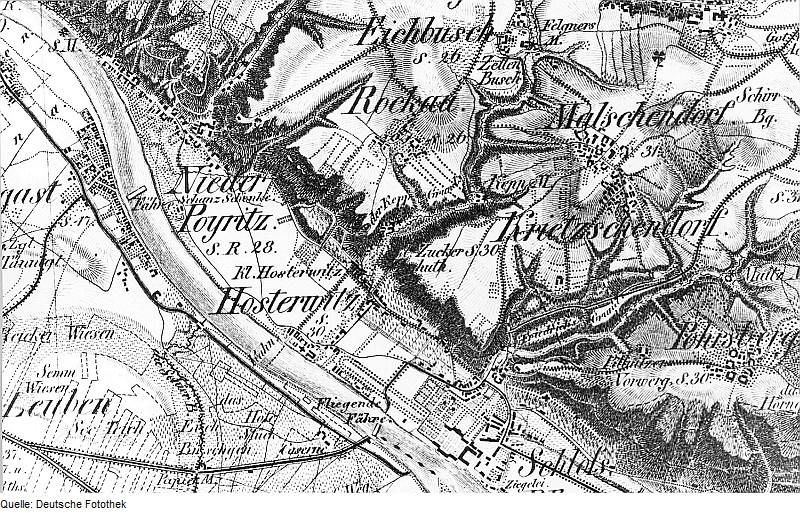
Hosterwitz und seine Nachbardörfer auf einer Karte aus dem 19. Jahrhundert

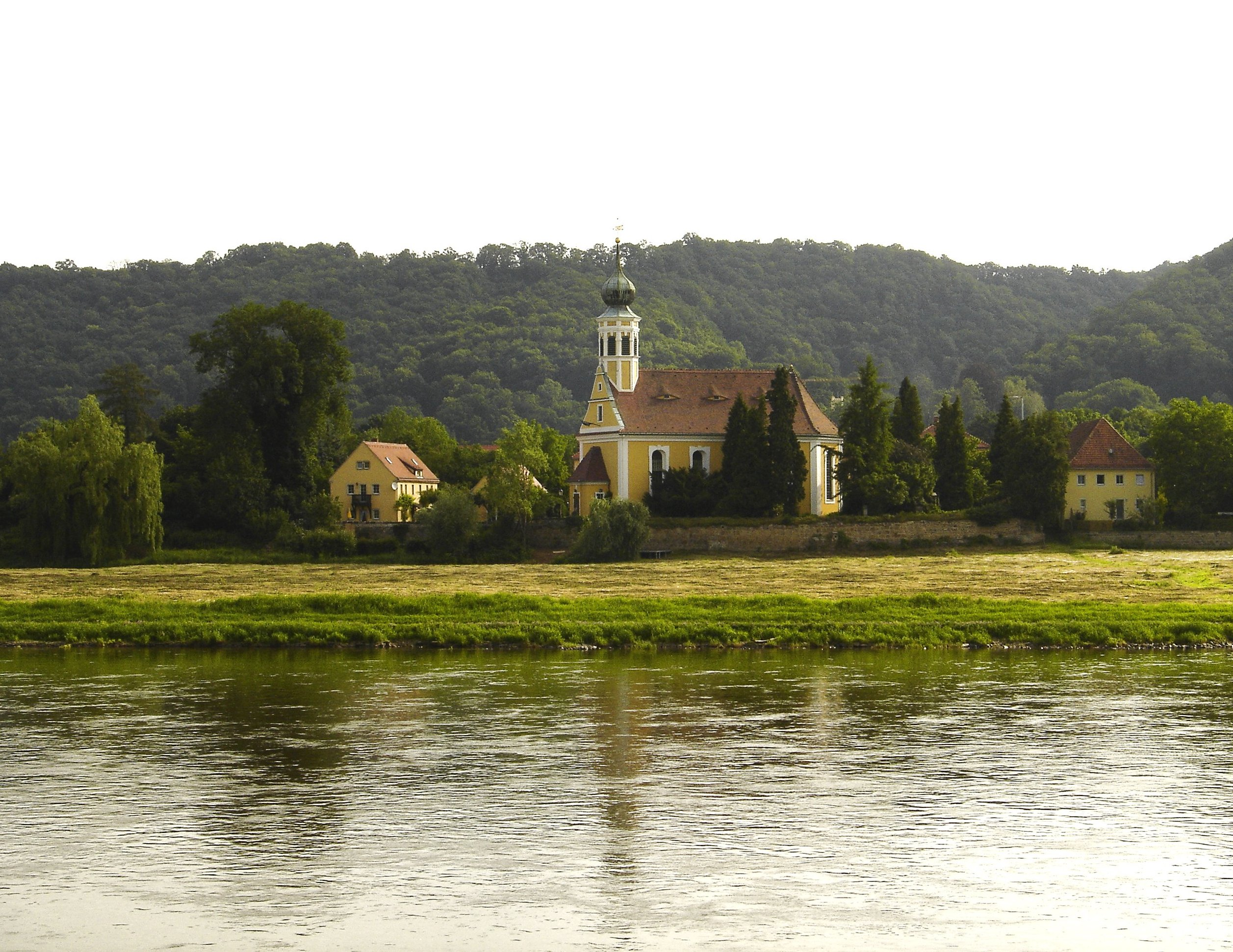
Kirche Maria am Wasser in Hosterwitz

Die erste urkundliche Erwähnung stammt aus dem Jahr 1406 und nennt den Ort Hostembricz. Es geht wahrscheinlich auf das lateinische „hospes“ zurück und würde den Ort damit als Herbergsort entlang der Straßen und Handelswege in die Lausitz bezeichnen. Ausgrabungen im Ortsbereich zeigen jedoch, dass bereits früher hier eine slawische Fischersiedlung bestanden hat. Vor der genannten Urkunde existierte 1371 in Hosterwitz ein Vorwerk, das einige Jahrzehnte im Besitz der Familie von Carlowitz war, später aber aufgelöst wurde. Der erste Dorfkern entstand direkt am Elbufer, um den herum sich bis zum 17. Jahrhundert neun Häusler am Keppgrund und an der Dresdner Straße niederließen. Irgendeine wirtschaftliche Bedeutung des Ortes ergab sich nicht; sie gehörte zur Herrschaft Pillnitz der Familie von Loß. Als auf deren Geheiß die Frondienste im Jahr 1623 ausgeweitet werden sollten, kam es zum Aufstand und in dessen Folge zu Plünderungen und Zerstörungen im Ort. Auch der Dreißigjährige Krieg hinterließ seine Spuren, so dass um 1680 das Dorf fast wüst fiel. Die Grundherren verkauften 1687 das größte Gut (Laubegaster Straße 2) an Johann Weißkopf. Nicht viel später gelangte das Gut an August Zenker, der daraus eine Plantage machte und mit den Produkten den kurfürstlichen Hof versorgte. Außerdem zog der Bildhauer Lorenzo Mattielli kurzzeitig (im Jahr 1745) in das Anwesen ein, um in seinem Atelier die Heiligenfiguren für die Dresdner Hofkirche herzustellen. 1749 erwarb Graf Heinrich von Brühl das Plantagengut und betrieb in den Räumen eine Manufaktur für Schnupf- und Rauchtabak.
1755 wurde das Gut an Graf Joseph von Bolza übergeben. Er ließ hier eine Seidenraupenzucht mit Seidenmanufaktur und einer Maulbeerbaumplantage anlegen, die bis um 1800 bestand. 1763 erfolgte die Verpachtung an Dr. jur. Christian Gottlieb Heindel zur Anlegung einer Zitzfabrik „nach dem Modell der Engländer“.

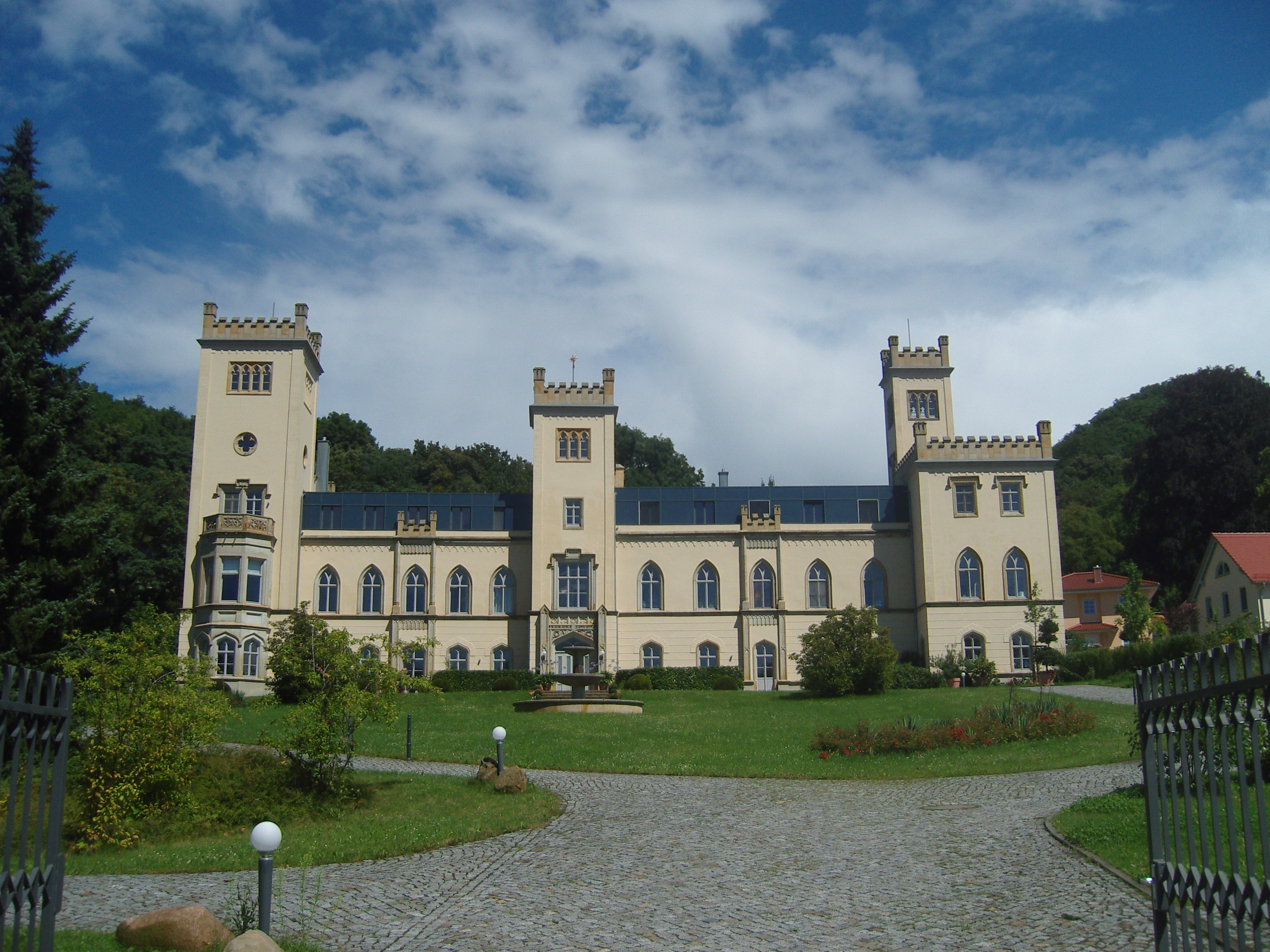
Keppschloss

1801 pachtete Graf Marcolini das Hosterwitzer Gut und ließ Brühls Wohnsitz am Elbhang zum Keppschloss umbauen. Nach dessen Tod 1814 wurden der bis dahin zusammenhängende Besitz aufgeteilt und das Plantagengut aufgelöst.
Auf einem Teil der Fläche entstand von 1905 bis 1908 das Wasserwerk Hosterwitz. Es wurde nach den Plänen von Stadtbaudirektor Hans Erlwein gebaut. Der größte Teil der früheren Gutsfelder dient seither als Obstplantage.
Im 19. Jahrhundert errichteten Bewohner Dresdens in Hosterwitz erste Sommerhäuser, darunter Carl Maria von Weber. Das von ihm genutzte Wohnhaus kaufte im Juli 1925 der Landesverein Sächsischer Heimatschutz und gestaltete es zu einer Gedenkstätte um. Mit diesem Erwerb erlangte das als Weber-Haus bezeichnete Gebäude in der Dresdner Straße 44 den Status eines Baudenkmals.
Auch die Wettiner ließen sich im Ort nieder und erwarben 1864 ein Landhaus.

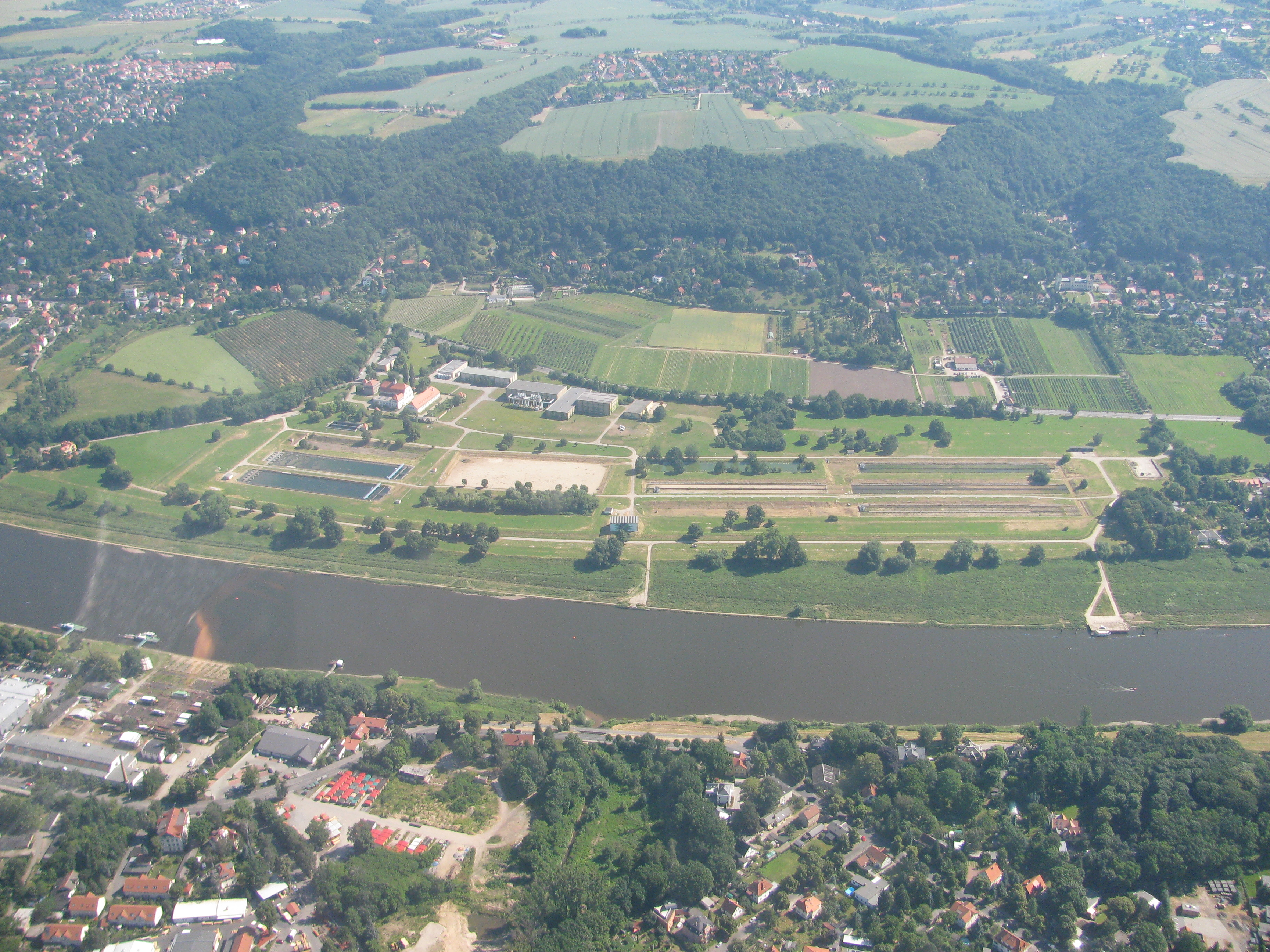
Wasserwerk Hosterwitz (Mitte) mit Elbe und Rockau (oben)

Der alte Dorfkern mit der Schifferkirche Maria am Wasser, dem Pfarrhaus, der Kantorei und einigen anderen historischen Gebäuden wurde bei der Flut 2002 stark beschädigt. In kurzer Zeit konnte alles wieder aufgebaut werden.

## Infrastruktur
Durch Hosterwitz verläuft die Pillnitzer Landstraße von Loschwitz bis Pillnitz. In Hosterwitz befindet sich eines der 3 Dresdner Wasserwerke, die die Trinkwasserversorgung der Stadt gewährleisten (Wasserwerk Hosterwitz). Es wurde 1908 eingeweiht und ist mit neuer Technologie bis heute in Betrieb. Außerdem hat der Ortsteil aktuell eine eigene Grundschule, einen Lebensmitteldiscounter, eine Bankfiliale und zwei Kapellen: „Maria am Wege“ gehört zu der katholischen Kirche und „Maria am Wasser“ zu der evangelischen. Letztere ist aufgrund ihrer Lage an der Elbe und der Nähe zum Schloss Pillnitz eine beliebte Hochzeitskirche.

## Persönlichkeiten

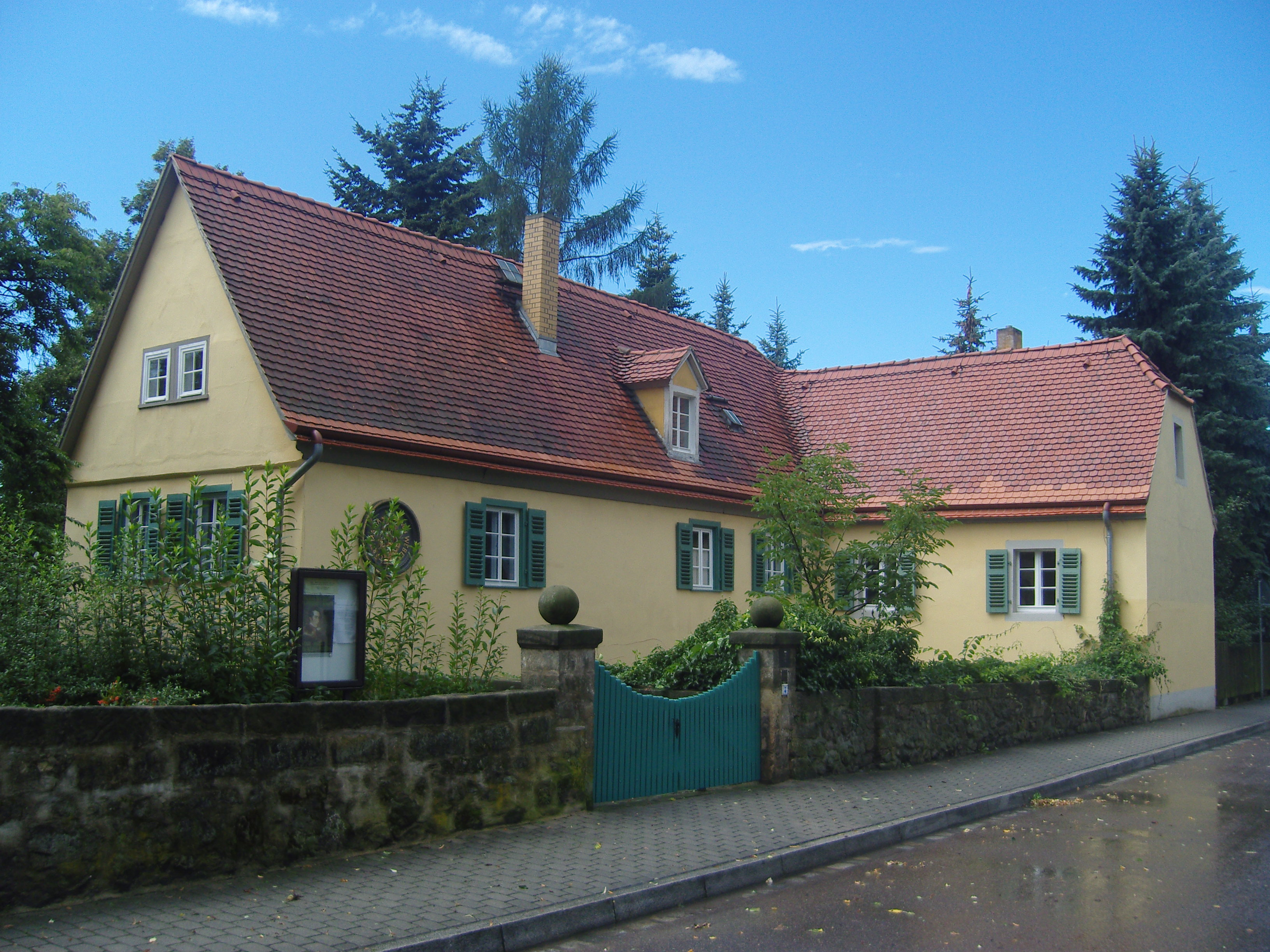
Carl-Maria-von-Weber-Museum

Zu den bekanntesten Bewohnern von Hosterwitz gehörten vor allem Romantiker wie der Komponist Carl Maria von Weber, dessen Wohnhaus heute als Domizil des Carl-Maria-von-Weber-Museums dient, sowie der Universalgelehrte und Maler Carl Gustav Carus (ein Freund von Caspar David Friedrich) und Ida von Lüttichau.
Für die von Weber geschriebene Oper Der Freischütz diente, neben dem in der Sächsischen Schweiz gelegenen Uttewalder Grund, der nahe wildromantische Keppgrund als Vorlage der Wolfsschluchtszene.
Von 1887 bis 1936 arbeiteten die Glaskünstler Leopold Blaschka (1822–1895) und sein Sohn Rudolf (1857–1929) in ihrer Werkstatt für Professor George Lincoln Goodale, Gründer des Botanischen Museums Harvard. Ihre Tätigkeit hatten Goodales frühere Schülerin Mary Lee Ware und ihre Mutter Elizabeth Ware finanziert. Die Blaschkas fertigten über 3000 gläserne Modelle von 847 verschiedenen Pflanzenarten. Außerdem entstanden auch lebensechte Modelle von Wirbellosen.
Die Modelle wurden zu Ehren des Ehemanns Charles Eliott Ware in der Harvard-Universität präsentiert. Im 21. Jahrhundert besuchen jährlich 120.000 Menschen die Sammlung in Harvard, die zu den bedeutendsten Sehenswürdigkeiten der Boston Area zählt.